# ジョージ・オリアリー
ジョージ・オリアリー（George Joseph O'Leary、1946年8月17日 - ）はアメリカ合衆国のフットボールコーチ。
ジョージ・オレアリーという表記もある。

## 私生活
1946年8月17日、ニューヨーク州サフォーク郡アイスリップ町Central Islip地区に生まれる。1964年、Central Islip Senior High School卒業。1968年、University of New Hampshireより学士（体育教育）を授与される。
Sharon O'Leary (旧姓 Schnellenberger)と結婚し、二人の息子と二人の娘を儲ける。息子の Marty O'Learyは、2001年にジョージア工科大学（オリアリーがコーチしたことがある）でプレイしている。

## キャリア
1968年から1974年、Central Islip Senior High Schoolでアシスタントコーチ。1975年から1976年、同ヘッドコーチ。
1977年から1979年、ニューヨーク州オノンダガ郡Liverpool村のLiverpool High Schoolでヘッドコーチ。
1980年から1984年、ニューヨーク州シラキュースのシラキュース大学のチーム・シラキュース・オレンジのラインマン・コーチ。大学でのコーチ経験の最初である。1985年から1986年にはシラキュース・オレンジのアシスタント・ヘッドコーチも兼任。
1987年から1991年、ジョージア工科大学でdefensive coordinator兼ラインマン・コーチ。1990年にはフロリダ州のキャンピング・ワールド・スタジアムで
ネブラスカ大学リンカーン校を破り、全米優勝している。
1992年から1993年、NFLのSan Diego Chargersでラインマン・コーチ。NFLのコーチはこれが最初である。
1994年にはジョージア工科大学に戻り、defensive coordinator兼ラインマン・コーチを経て最終的にヘッドコーチに就任。1994年、シーズンの残り3試合を残してジョージア工科大学の臨時コーチに採用される。その後、前任者のBill Lewisは解雇される。1995年のシーズン初めにはヘッドコーチに就任。1997 Carquest Bowlではチームを優勝に導く。1999 Gator Bowlでも優勝。彼の在任中、チームは毎シーズンBowlに出場。2000年にBobby Dodd National Coach of the year、1998年と2000年にACC Coach of the Year Awardを受賞。1995年から2000年の6シーズンのうち5シーズンで優勝（1998 ACC Co-championshipおよびToyota Gator Bowl on New Year's Day出場を含む）。
- Georgia Tech Yellow Jackets football - 詳細はここを参照

2001年、ジョージア工科大学を去り、インディアナ州サウスベンド近郊のノートルダム大学のヘッドコーチに就任。ただし数日後、彼の略歴（少なくとも20年間それで通してきた）に不正確な点が見つかる。これがきっかけとなり、ノートルダム大学は彼を解雇する。
2002年、NFLのミネソタ・バイキングスのラインマン・コーチに就任。1970年代にCentral Islip Senior High SchoolでプレイしていたMike Ticeがヘッドコーチになっており、そのコネである。2003年までミネソタ・バイキングスで働く。
2004年から2015年までセントラルフロリダ大学のチーム・Knightsのヘッドコーチ。2010年には学校史上初めてAP Poll, USA Today Coaches Poll, Harris Pollで全米ランクイン。
- UCF Knights football - 詳細はここを参照